# 1. Bundesliga 1967-68
La Fußball-Bundesliga 1967/68 fue la quinta temporada de la Bundesliga, liga de fútbol de primer nivel de Alemania Federal. Comenzó el 18 de agosto de 1967 y finalizó el 28 de mayo de 1968.

## Equipos participantes
| Equipo                   | Ciudad             | Estadio                          | Capacidad |
| ------------------------ | ------------------ | -------------------------------- | --------- |
| Alemannia Aachen         | Aquisgrán          | Tivoli Stadion                   | 30.000    |
| Bayern de Múnich         | Múnich             | Stadion an der Grünwalder Straße | 44.300    |
| Borussia Dortmund        | Dortmund           | Rote Erde                        | 30.000    |
| Borussia Mönchengladbach | Mönchengladbach    | Bökelbergstadion                 | 34.500    |
| Borussia Neunkirchen     | Neunkirchen        | Ellenfeldstadion                 | 32.000    |
| FC Colonia               | Colonia            | Müngersdorfer Stadion            | 76.000    |
| MSV Duisburgo            | Duisburgo          | Wedaustadion                     | 38.500    |
| Eintracht Braunschweig   | Braunschweig       | Eintracht-Stadion                | 38.000    |
| Eintracht Frankfurt      | Frankfurt del Main | Waldstadion                      | 87.000    |
| Hamburgo SV              | Hamburgo           | Volksparkstadion                 | 80.000    |
| Hannover 96              | Hannover           | Niedersachsenstadion             | 86.000    |
| 1. FC Kaiserslautern     | Kaiserslautern     | Stadion Betzenberg               | 42.000    |
| Karlsruher SC            | Karlsruhe          | Wildparkstadion                  | 50.000    |
| TSV 1860 Múnich          | Múnich             | Stadion an der Grünwalder Straße | 44.300    |
| 1. FC Núremberg          | Núremberg          | Städtisches Stadion              | 64.238    |
| FC Schalke 04            | Gelsenkirchen      | Glückauf-Kampfbahn               | 35.000    |
| VfB Stuttgart            | Stuttgart          | Neckarstadion                    | 53.000    |
| Werder Bremen            | Bremen             | Weserstadion                     | 32.000    |

### Relevos
| Pos  | Descendidos de 1. Bundesliga |
| ---- | ---------------------------- |
| 17.º | Fortuna Düsseldorf           |
| 18.º | Rot-Weiss Essen              |

| Pos         | Ascendidos de Regionalliga |
| ----------- | -------------------------- |
| 1.º West    | Alemannia Aachen           |
| 1.º Südwest | Borussia Neunkirchen       |

## Tabla de posiciones
| Pos. | Equipo                   | Pts. | PJ | G  | E  | P  | GF | GC | Dif. | Clasificación                                                    |
| ---- | ------------------------ | ---- | -- | -- | -- | -- | -- | -- | ---- | ---------------------------------------------------------------- |
| 1    | 1. FC Núremberg (C)      | 47   | 34 | 19 | 9  | 6  | 71 | 37 | +34  | Clasificado a la primera ronda de la Copa de Campeones de Europa |
| 2    | Werder Bremen            | 44   | 34 | 18 | 8  | 8  | 68 | 51 | +17  |                                                                  |
| 3    | Borussia Mönchengladbach | 42   | 34 | 15 | 12 | 7  | 77 | 45 | +32  |                                                                  |
| 4    | FC Colonia               | 38   | 34 | 17 | 4  | 13 | 68 | 52 | +16  | Clasificado a la primera ronda de la Recopa de Europa            |
| 5    | Bayern de Múnich         | 38   | 34 | 16 | 6  | 12 | 68 | 58 | +10  |                                                                  |
| 6    | Eintracht Frankfurt      | 38   | 34 | 15 | 8  | 11 | 58 | 51 | +7   | Clasificado a la primera ronda de la Copa de Ferias              |
| 7    | MSV Duisburgo            | 36   | 34 | 13 | 10 | 11 | 69 | 58 | +11  |                                                                  |
| 8    | VfB Stuttgart            | 35   | 34 | 14 | 7  | 13 | 65 | 54 | +11  |                                                                  |
| 9    | Eintracht Braunschweig   | 35   | 34 | 15 | 5  | 14 | 37 | 39 | −2   |                                                                  |
| 10   | Hannover 96              | 34   | 34 | 12 | 10 | 12 | 48 | 52 | −4   | Clasificado a la primera ronda de la Copa de Ferias              |
| 11   | Alemannia Aachen         | 34   | 34 | 13 | 8  | 13 | 52 | 66 | −14  |                                                                  |
| 12   | TSV 1860 Múnich          | 33   | 34 | 11 | 11 | 12 | 55 | 39 | +16  | Clasificado a la primera ronda de la Copa de Ferias              |
| 13   | Hamburgo SV              | 33   | 34 | 11 | 11 | 12 | 51 | 54 | −3   | Clasificado a la primera ronda de la Copa de Ferias              |
| 14   | Borussia Dortmund        | 31   | 34 | 12 | 7  | 15 | 60 | 59 | +1   |                                                                  |
| 15   | FC Schalke 04            | 30   | 34 | 11 | 8  | 15 | 42 | 48 | −6   |                                                                  |
| 16   | 1. FC Kaiserslautern     | 28   | 34 | 8  | 12 | 14 | 39 | 67 | −28  |                                                                  |
| 17   | Borussia Neunkirchen (D) | 19   | 34 | 7  | 5  | 22 | 33 | 93 | −60  | Descenso a la Regionalliga                                       |
| 18   | Karlsruher SC (D)        | 17   | 34 | 6  | 5  | 23 | 32 | 70 | −38  | Descenso a la Regionalliga                                       |

 Fuente: BDFutbol
| Bandera de Alemania            |
| Campeón FC Núremberg 9° título |

## Resultados
| Local \ Visitante        | ALE | BAY | BOD | BOM | BON  | COL | DUI | EBR | EFR | HAM | HAN | KAI | KAR | NUR | SCH | STU | TSV | WER |
| ------------------------ | --- | --- | --- | --- | ---- | --- | --- | --- | --- | --- | --- | --- | --- | --- | --- | --- | --- | --- |
| Alemannia Aachen         | —   | 0–4 | 3–0 | 0–0 | 5–1  | 4–2 | 4–4 | 2–1 | 2–1 | 2–0 | 2–2 | 1–1 | 2–1 | 2–0 | 2–1 | 3–2 | 3–3 | 1–1 |
| Bayern de Múnich         | 4–1 | —   | 2–0 | 3–1 | 4–0  | 0–3 | 0–4 | 3–0 | 3–0 | 1–0 | 1–0 | 4–1 | 3–0 | 0–2 | 2–0 | 3–1 | 2–2 | 2–3 |
| Borussia Dortmund        | 1–0 | 6–3 | —   | 3–1 | 6–0  | 2–0 | 4–3 | 0–1 | 2–1 | 2–2 | 3–1 | 4–0 | 5–0 | 1–2 | 2–1 | 2–1 | 0–0 | 1–1 |
| Borussia Mönchengladbach | 3–0 | 1–1 | 2–2 | —   | 10–0 | 1–0 | 1–1 | 2–0 | 1–1 | 4–1 | 5–1 | 8–2 | 0–0 | 1–1 | 1–6 | 1–1 | 1–1 | 3–1 |
| Borussia Neunkirchen     | 0–1 | 1–1 | 3–2 | 0–3 | —    | 2–1 | 2–1 | 1–2 | 2–2 | 0–3 | 3–1 | 2–1 | 3–2 | 2–2 | 1–5 | 0–5 | 1–0 | 0–0 |
| FC Colonia               | 3–1 | 3–3 | 3–0 | 2–5 | 2–1  | —   | 3–0 | 1–0 | 5–1 | 2–1 | 2–1 | 5–0 | 4–0 | 3–3 | 7–0 | 2–2 | 1–0 | 1–4 |
| MSV Duisburgo            | 3–0 | 3–3 | 2–2 | 2–2 | 3–1  | 3–2 | —   | 2–3 | 0–1 | 1–2 | 1–2 | 7–0 | 2–1 | 2–0 | 1–1 | 3–3 | 2–1 | 1–1 |
| Eintracht Braunschweig   | 2–0 | 1–0 | 2–0 | 2–1 | 4–2  | 1–2 | 3–0 | —   | 0–0 | 0–1 | 0–1 | 1–0 | 1–0 | 0–3 | 1–0 | 2–1 | 0–1 | 0–3 |
| Eintracht Frankfurt      | 1–1 | 2–3 | 4–1 | 3–1 | 4–1  | 1–2 | 3–2 | 2–0 | —   | 1–1 | 3–0 | 5–2 | 2–0 | 1–2 | 2–2 | 4–0 | 2–1 | 5–3 |
| Hamburgo SV              | 5–1 | 2–1 | 3–2 | 2–3 | 0–0  | 3–1 | 1–3 | 0–0 | 0–1 | —   | 2–3 | 1–1 | 0–0 | 3–1 | 1–1 | 1–1 | 2–2 | 2–1 |
| Hannover 96              | 1–1 | 2–1 | 2–2 | 1–1 | 2–0  | 3–0 | 2–2 | 1–1 | 2–1 | 2–2 | —   | 2–0 | 2–0 | 1–1 | 2–1 | 2–1 | 1–2 | 4–2 |
| 1. FC Kaiserslautern     | 1–0 | 2–2 | 2–2 | 0–1 | 2–1  | 2–1 | 0–1 | 2–2 | 1–1 | 3–3 | 0–0 | —   | 1–1 | 1–0 | 1–0 | 2–0 | 0–0 | 2–2 |
| Karlsruher SC            | 2–4 | 0–2 | 2–0 | 3–2 | 5–1  | 0–1 | 0–2 | 1–2 | 0–1 | 2–1 | 3–1 | 2–2 | —   | 1–1 | 1–0 | 1–4 | 0–3 | 1–2 |
| 1. FC Núremberg          | 4–1 | 7–3 | 2–1 | 1–0 | 3–0  | 2–1 | 4–1 | 3–1 | 0–2 | 4–0 | 2–1 | 4–1 | 2–0 | —   | 2–3 | 5–1 | 1–1 | 0–0 |
| FC Schalke 04            | 2–1 | 0–1 | 1–0 | 3–4 | 2–0  | 1–1 | 0–3 | 0–2 | 0–0 | 3–0 | 1–1 | 2–1 | 2–0 | 0–0 | —   | 2–1 | 0–0 | 0–2 |
| VfB Stuttgart            | 4–1 | 3–0 | 4–1 | 1–3 | 2–1  | 2–0 | 3–0 | 0–0 | 4–0 | 4–1 | 2–0 | 0–1 | 3–2 | 1–1 | 2–0 | —   | 2–1 | 0–3 |
| TSV 1860 Múnich          | 6–0 | 3–2 | 3–0 | 0–0 | 5–0  | 0–1 | 0–1 | 1–0 | 5–0 | 0–1 | 3–1 | 0–3 | 3–0 | 1–2 | 1–2 | 3–3 | —   | 1–3 |
| Werder Bremen            | 0–1 | 4–1 | 2–1 | 0–4 | 2–1  | 3–1 | 3–3 | 3–2 | 2–0 | 1–4 | 1–0 | 2–1 | 6–1 | 0–4 | 2–0 | 3–1 | 2–2 | —   |

## Goleadores
| Pos. | Nac.                | Jugador          | Equipo                   | Goles |
| ---- | ------------------- | ---------------- | ------------------------ | ----- |
| 1    | Bandera de Alemania | Hannes Löhr      | FC Colonia               | 27    |
| 2    | Bandera de Alemania | Franz Brungs     | FC Núremberg             | 25    |
| 3    | Bandera de Alemania | Herbert Laumen   | Borussia Mönchengladbach | 19    |
| 3    | Bandera de Alemania | Gerd Müller      | FC Bayern Múnich         | 19    |
| 3    | Bandera de Alemania | Peter Meyer      | Borussia Mönchengladbach | 19    |
| 3    | Bandera de Alemania | Rainer Ohlhauser | FC Bayern Múnich         | 19    |